# أوكوبه
أوكوبه هي بلدة في اليابان، تقع في محافظة أوخوتسك، بلغ عدد سكانها 3,862  نسمة وذلك حسب إحصائيات سنة 2018.